# Зонг
Зонг (от нем. der Song — эстрадная песня) — вид баллады, иногда близкой к джазовому ритму, часто пародийного, гротескного характера, содержащей едкую сатиру и критику общества. Изначально — обозначение музыкальных номеров в «эпическом театре» Б. Брехта (со времени первой постановки его «Трёхгрошовой оперы» в 1928 году), где они исполняются обычно в виде интермедии или авторского комментария.